# Dzielenie wielomianów
Dzielenie wielomianów, pisemne dzielnie wielomianów – algorytm dzielenia jednego wielomianu przez drugi niezerowy o tym samym lub niższym stopniu. Algorytm ten jest odpowiednikiem algorytmu dzielenia pisemnego liczb naturalnych z tą różnicą, że kolejne potęgi liczby {\displaystyle 10} (dla systemu dziesiętnego) tu są zastąpione kolejnymi potęgami zmiennej; inaczej mówiąc tutaj rolę cyfr pełnią kolejne jednomiany dzielonych wielomianów.
Jeśli mamy wielomiany {\displaystyle A,B} oraz {\displaystyle B} jest niezerowy, to rezultatem dzielenia {\displaystyle A} przez {\displaystyle B} jest iloraz {\displaystyle Q} i reszta {\displaystyle R.} Stąd
{\displaystyle A=BQ+R.}
Reszta jest wielomianem stopnia niższego niż wielomian {\displaystyle B,} w szczególności może być wielomianem zerowym.

## Opis algorytmu
Podczas procesu dzielenia wielomiany są uporządkowane wg malejących potęg zmiennej, jednomiany mające współczynnik {\displaystyle 0} muszą być wyszczególnione w ciągu jednomianów (pełnią one analogiczną rolę jak cyfry {\displaystyle 0} w ciągu cyfr zapisu pozycyjnego liczb).
Należy podzielić wielomian {\displaystyle A} przez {\displaystyle B.} Celem jest znalezienie wielomianów {\displaystyle Q} i {\displaystyle R.}
Algorytm rozpoczyna się od przyjęcia {\displaystyle R_{0}:=A,} tzn. jako resztę {\displaystyle R_{0}} przyjmuje się dzielną {\displaystyle A,} oraz {\displaystyle Q:=0.}
Następnie algorytm wykonuje się w cyklu:
1. Bieżącą resztę {\displaystyle R_{i}} dzieli się przez dzielną {\displaystyle B.} Dzielenie to polega na podzieleniu „najstarszego” jednomianu reszty {\displaystyle R_{i}} przez „najstarszy” jednomian dzielnej {\displaystyle B.} Wynik tego dzielenia jest kolejnym jednomianem {\displaystyle q_{i}} powstającego ilorazu {\displaystyle Q,} tzn. {\displaystyle Q:=Q+q_{i}.}
2. Dzielną {\displaystyle B} mnoży się przez jednomian {\displaystyle q_{i}} i otrzymany iloczyn {\displaystyle q_{i}\cdot B} odejmuje się od bieżącej reszty {\displaystyle R_{i}.} Przyjmujemy {\displaystyle R_{i+1}=R_{i}-q_{i}\cdot B.}
3. Algorytm jest zakończony, gdy reszta {\displaystyle R_{i+1}} zerowa bądź ma stopień niższy od stopnia wielomianu {\displaystyle B,} w przeciwnym razie wracamy do punktu 1. przyjmując {\displaystyle R_{i+1}} jako bieżącą resztę.

Jeśli ostatnia reszta jest zerowa, to wielomian {\displaystyle B} jest dzielnikiem wielomianu {\displaystyle A.} Jeśli ostatnia reszta jest niezerowa, to jest to reszta {\displaystyle R} z dzielenia {\displaystyle A} przez {\displaystyle B.}
Iloraz {\displaystyle Q} jest sumą jednomianów {\displaystyle q_{i}} powstających przy każdym przebiegu cyklu.

## Przykład
Znaleźć iloraz oraz resztę dzielenia {\displaystyle x^{3}-2x^{2}-4,} przez {\displaystyle x-3.}
Dzielna jest na początek przepisana jako:
{\displaystyle x^{3}-2x^{2}+0x-4.}
Iloraz oraz reszta mogą być określone następująco:
Dzielimy pierwszy człon dzielnej przez najwyższy człon dzielnika. Wpisujemy rezultat nad kreskę {\displaystyle (x^{3}\div x=x^{2}).}
{\displaystyle {\begin{array}{l}{\color {White}x^{3}-2}x^{2}\\{\overline {x^{3}-2x^{2}+0x-4}}\quad :\quad x-3\end{array}}}
Mnożymy dzielnik przez właśnie otrzymany rezultat (pierwszy człon ilorazu). Wpisujemy rezultat poniżej pierwszych dwu członów dzielnej.
{\displaystyle {\begin{array}{l}{\color {White}x^{3}-2}x^{2}\\{\overline {x^{3}-2x^{2}+0x-4}}\quad :\quad x-3\\{\color {White}}x^{3}-3x^{2}\end{array}}}
Odejmujemy otrzymany iloraz od odpowiednich członów oryginalnej dzielnej (należy pamiętać, że odejmowanie czegoś mającego znak minus odpowiada dodaniu czegoś ze znakiem plus), i zapisujemy rezultat pod spodem. Następnie „sprowadzamy” następny człon dzielnej.
{\displaystyle {\begin{array}{l}{\color {White}x^{3}-2}x^{2}\\{\overline {x^{3}-2x^{2}+0x-4}}\quad :\quad x-3\\{\color {White}}{\underline {x^{3}-3x^{2}{\color {White}{}+0x}}}\\{\color {White}x^{3}}+{\color {White}0}x^{2}+0x\end{array}}}
Powtarzamy poprzednie trzy kroki, tylko tym razem używamy dwóch członów, które zostały zapisane jako dzielna.
{\displaystyle {\begin{array}{l}{\color {White}x^{3}-2}x^{2}+{\color {White}1}x{\color {White}{}+3}\\{\overline {x^{3}-2x^{2}+0x-4}}\quad :\quad x-3\\{\underline {x^{3}-3x^{2}{\color {White}{}+0x}}}\\{\color {White}x^{3}}+{\color {White}2}x^{2}+0x{\color {White}{}-4}\\{\color {White}x^{3}\,}{\underline {+{\color {White}2\;}x^{2}-3x{\color {White}{}-4}}}\\{\color {White}x^{3}-2x^{2}}+3x-4\end{array}}}
Powtarzamy 4. Tym razem nie ma nic do sprowadzenia.
{\displaystyle {\begin{array}{l}{\color {White}x^{3}-2}x^{2}+{\color {White}1}x+3\\{\overline {x^{3}-2x^{2}+0x-4}}\quad :\quad x-3\\{\underline {x^{3}-3x^{2}{\color {White}{}+0x}}}\\{\color {White}x^{3}}+{\color {White}2}x^{2}+0x{\color {White}{}-4}\\{\color {White}x^{3}\,}{\underline {+{\color {White}2\;}x^{2}-3x{\color {White}{}-4}}}\\{\color {White}x^{3}-2x^{2}}+3x-4\\{\color {White}x^{3}-2x^{2}\,}{\underline {+\,3x-9}}\\{\color {White}x^{3}-2x^{2}+0x}+5\end{array}}}
Wielomian powyżej kreski jest ilorazem {\displaystyle q(x),} a liczba, która pozostała, czyli 5, jest resztą {\displaystyle r(x).}
{\displaystyle x^{3}-2x^{2}-4=(x-3)\,\underbrace {(x^{2}+x+3)} _{q(x)}+\underbrace {5} _{r(x)}}

## Kod
```
void
 
divPoly
(
double
 
*
Q
,
 
double
 
*
R
,
 
const
 
double
 
*
A
,
 
const
 
double
 
*
B
,
 
int
 
&
degQ
,
 
int
 
&
degR
,
 
const
 
int
 
degA
,
 
const
 
int
 
degB
)

{

        
const
 
double
 
Eps
 
=
 
1e-14
;

        
for
 
(
int
 
i
 
=
 
0
;
 
i
 
<=
 
degA
;
 
i
++
)

                
R
[
i
]
 
=
 
A
[
i
];

        
degQ
 
=
 
degA
 
-
 
degB
;

        
degR
 
=
 
degB
 
-
 
1
;

        
for
 
(
int
 
j
 
=
 
0
;
 
j
 
<=
 
degQ
;
 
j
++
)

        
{

                
Q
[
degQ
 
-
 
j
]
  
=
 
R
[
degA
 
-
 
j
]
 
/
 
B
[
degB
];

                
for
 
(
int
 
i
 
=
 
degA
 
-
 
j
;
 
i
 
>=
 
degQ
 
-
 
j
;
 
i
--
)

                        
R
[
i
]
 
-=
 
Q
[
degQ
 
-
 
j
]
 
*
 
B
[
i
 
-
 
degQ
 
+
 
j
];

        
}

        
for
 
(
int
 
i
 
=
 
degR
 
-
 
1
;
 
i
>=
0
;
 
i
--
)

                
if
 
(
fabs
(
R
[
i
])
<
Eps
)
 
R
[
i
]
 
=
 
0
;

}

```